# 威利斯·李
小威利斯·奧古斯塔斯·李（英語：Willis Augustus Lee, Jr.，1888年5月11日—1945年8月25日），海軍中將，1920年安特衛普奧運美國男子射擊隊成員之一，第二次世界大戰時美國快速战列舰部隊指揮官。

## 早年生活
1888年5月11日威利斯·李生於肯塔基州歐文郡的納特李（Natlee），1908年自美國海軍官校畢業。在官校內，由於是出色的射手，因此畢業後成為見習官的李便成為海軍射擊隊的一員。其後從1908年10月到1909年5月，李被指派至愛達荷號（USS Idaho，BB-24） 執勤，5月被任命為少尉之後，又回到海軍射擊隊。1909年11月，李被調到復役的紐奧良號輕巡洋艦（USS New Orleans，CL-22），並在該艦服役至1910年5月。接著李被調到美國亞洲艦隊，在海倫娜號砲艦（USS Helena，PG-9）上服務。1913年1月，李被調回美國本土。
李回到美國後的第一個勤務還是加入海軍射擊隊，並成為國家射擊代表隊的一員。李再次在愛達華號短暫服役後，於1913年12月轉到新罕布夏號战列舰（USS New Hampshire，BB-25）服務，並參加了1914年4月的入侵韋拉克魯斯行動（Occupation of Veracruz），並是該艦登陸部隊成員之一。1915年12月，李被指派擔任位於芝加哥的聯合工具公司的駐廠兵工裝備檢查員，並在第一次世界大戰中都停留在這個位置上。1918年11月，李被調到駐在愛爾蘭皇后鎮的奧拜恩號（USS O'Brien，DD-51），然後從12月到隔年6月轉調另一艘驅逐艦利號（USS Lea，DD-118）。
回美再次加入海軍射擊隊，並在1919年9月至潛艦供應艦布希奈爾號（USS Bushnell，AS-2）服役。1920年的安特衛普奧運中，李一舉獲得5面金牌、一面銀牌和一面銅牌的佳績，而美國射擊代表隊共獲得9金2銀2銅的成績。
1920年9月擔任費爾法克斯號（USS Fairfax，DD-93）的艦長，1921年6月接管另一艘驅逐艦——威廉·B·普雷斯頓號（USS William B. Preston，DD-344），並將船經蘇伊士運河帶到亞洲艦隊駐地。
1924年調回美國，在布魯克林造船廠服役，1926年到1929年先後服役於雜役艦心宿二號（USS Antares，AG-10）與擔任拉德納號（USS Lardner，DD-286）艦長。1930年自海軍戰爭學院結業後，李先擔任鮑德溫海軍軍械廠的火砲檢查官，隨後升上校，調回海軍軍令部長辦公室的艦隊訓練課，1931年調任賓夕法尼亞號戰艦（USS Pennsylvania，BB-38，當時美國艦隊旗艦）的航海官，後接任艦長。1933年6月又調回艦隊訓練課，擔任德國處處長，1935年轉戰術處處長。1936年秋任輕巡洋艦康科德號（USS Concord，CL-10）艦長，1938年12月任战列舰隊的巡洋艦指揮官，哈羅德·史塔克海軍少將的參謀長。

## 第二次世界大戰
李少將於1939年6月成為艦隊訓練課助理課長，1941年1月升任課長。1942年2月任美國艦隊總司令的副參謀長，同年6月被提名擔任太平洋艦隊第6战列舰戰隊指揮官，旗艦華盛頓號（USS Washington，BB-56），並成為太平洋艦隊的战列舰指揮官。
1942年11月14日深夜，日本海軍第二艦隊司令近藤信竹率領他的艦隊，包括霧島號戰艦、愛宕號、高雄號重巡洋艦、長良號與川內號輕巡洋艦，和9艘驅逐艦前往瓜達康納爾島，砲擊島上的美軍陸戰隊陣地。此時第64特遣艦隊（Task Force 64，TF 64）指揮官的李少將率領華盛頓號戰艦與南達科他號（South Dakota，BB-57），和4艘驅逐艦在薩沃灣巡弋。美軍於深夜22:55以雷達發現了日軍艦隊，距離18,000公尺，戰鬥於是展開。
日軍於23:00發現美軍，美軍兩艘战列舰於23:17先開火，但並未擊中目標。23:22，日軍輕巡洋艦與驅逐艦對美軍驅逐艦開火，迅速擊沉2艘並重創另2艘（其中一艘於次日沉沒）。華盛頓號則立刻以副砲摧毀1艘日本驅逐艦，但此時南達科他號突然發生電力狀況，使得它無法使用雷達與火砲控制，自動裝彈裝置也失效。當兩隻艦隊的主力，於11月15日00:00正面衝突時，雖然南達科他號仍跟著華盛頓號，但已無戰力。由於燃燒中的驅逐艦照耀之下，日軍將火力集中在南達科他號上，並使她被擊中至少25發5吋與6.1吋砲彈與1發14吋砲彈，但是他閃過了所有的魚雷，並以副砲擊中霧島號數次。但因為無力再戰，遂於00:17退出戰場。
日軍始終沒有發現華盛頓號，當日軍集中攻擊南達科他號時，華盛頓號接近霧島號，在8,000公尺的距離開火射擊，霧島號被至少9發16吋砲彈與40發5吋砲彈擊中後成為一艘廢船。當日軍終於發現華盛頓號時，該艦已離開戰場。此役為一系列瓜達康納爾海戰（日方稱為第三次所羅門海戰）中的一場，被命名為第二次瓜達康納爾海戰。此役是美日雙方在太平洋戰場中，僅有兩次战列舰間海戰的第一場。美軍損失3艘驅逐艦，战列舰與驅逐艦各1艘重創。日軍損失战列舰與驅逐艦各1艘，且其砲擊瓜島的企圖被阻止 。。
李少將於1943年起被提名擔任快速战列舰指揮官，並參與了吉爾伯特群島、諾魯、馬紹爾群島與馬里亞納群島等地的攻擊。其战列舰隊除參與轟擊岸上的敵軍設施與追擊敵艦的行動外，最主要的任務是擔任航母艦隊的護航工作。李於1944年升任中將，並參與了10月的雷伊泰灣海戰，其麾下的快速战列舰被編組為第34特遣隊，但並沒有如大部份美軍指揮官所猜想的，被擺在聖伯納迪諾海峽出口，而是航行在第38特遣隊前搜索落單與受損的日軍艦隻。結果由於日軍攻擊了位於雷伊泰灣北方的護航航艦支隊，使第34特遣隊失去與日軍交戰的機會 。
由於健康因素，李中將於1945年5月被送回美國東岸，擔任作戰發展部隊（Operational Development Force）指揮官，研究防禦日本神風特攻隊的方法。1945年8月25日，李中將在用餐時心臟病突發，在其旗艦懷俄明號（USS Wyoming，AG-17）上過世。李中將與其妻瑪蓓爾·李一同葬於阿靈頓國家公墓。

## 榮譽
為表彰優異的服務與領導力，李中將曾獲得海軍十字架勳章、功勳勳章 (美國)及海軍傑出服役勳章，並加敘一枚金星以代替第二枚傑出服役勳章。
密茲契級驅逐艦威利斯·李號（USS Willis A. Lee，DD-929/DL-4）以李中將命名，以茲紀念。

## 註解
1. ↑  Battleship Night Action, Naval Battle of Guadalcanal （页面存档备份，存于） （英文）
2. ↑  「Battle of Guadalcanal」by Naval Historical Center （英文）
3. ↑  Thomas J. Cutler. . Naval Institute Press. 2001. ISBN 978-1557502438.（英文）
4. ↑  Elmer B. Potter. . Naval Institute Press. 1977. ISBN 978-0870214929.（英文）

## 外部連結
- Willis A. Lee （页面存档备份，存于）－Haze Gray & Underway （英文）
- 阿靈頓國家公墓－W·A·李海軍中將專頁 （页面存档备份，存于）（英文）